# Palmira
Palmira (grčki: Παλμύρα / Palmýra, latinski: Palmyra) je oaza s ruševinama antičkog grada, današnje naselje Tadmur (تدمر, arapski) 215 km sjeveroistočno od Damaska u Siriji i 120 km jugozapadno od Eufrata. Palmira je dugo bila presudan grad za karavane koje su preleazile preko sirijske pustinje; njima poznata kao Djeva pustinje. 

## Povijest
Najraniji zapis o ovom gradu je o njezinom semitskom imenu Tadmor, Tadmur ili Tudmur (u značenju "mjesto koje odbija" na amoritskom, te "nenaseljivi grad" na aramejskom.), zabilježen na glinenim pločicama pronađenim u drevnom Babilonskom gradu Mariju.
Tadmor se spominje i u biblijskoj Drugoj knjizi Ljetopisa 8:4 kao pustinjski grad koji je izgradio (ili utvrdio) kralj Judeje Salomon, sin Davidov. Tadmor se kao Solomonov grad spominje i u knjizi rimskog autora Josipa Flavija Židovske starine - knjiga VIII., zajedno s njezinim grčkim imenom - Palmira. Točno značenje grčkog imena "Palmira" je nepoznato, no zasigurno ima veze s palminim drvećem kojega je ovo područje prepuno. 
Slobodni grad Palmira je službeno osnovan u 3. st. pr. Kr. (kada su Seleukidi zauzeli ostatak Sirije) i zarana izrasta u važno trgovačko-prometno čvorište na karavanskom putu od Sredozemlja do Eufrata. 
U doba cara Tiberija (14. – 37.) pripala je Rimljanima; za cara Hadrijana (117. – 138.) stječe široku autonomiju, a za Karakale (211. – 217.) status kolonije. Tijekom tog razdoblja doživljava procvat, a njezini aramejski i arapski stanovnici poprimaju običaje i način oblačenja podjednako s partskog istoka i grčko-rimskog zapada. 
Palmirski knez Odenat (258. – 267.), koji je priznavao rimsko vrhovništvo, proširio je palmirsku državu širom Mezopotamije, a za vladavine njegove udovice Zenobije i sina Vabalata, i do Egipta i Male Azije. Kraljica Zenobija osniva kratkotrajno Palmirsko carstvo i faktički se odvaja od Rima, te pokušava osvojiti Antiohiju, što je izazvalo bijes. God. 272. car Aurelijan razara Palmiru, zarobljava kraljicu i odvodi je u Rim. Tamo je svečano prikazuje u zlatnim lancima, te joj naposljetku dozvoljava da se povuče u Hadrijanovu vilu u Tivoliju, gdje je postala aktivnim sudionikom dvorskog života. Nakon njezine pobune, Palmira je Rimu postala samo vojna baza, te je kao takvu djelomično obnavljaju carevi Dioklecijan i Justinijan I. (528.).
Godine 638. osvaja je arapski vojskovođa Kalid ibn Valid, te biva razorena 744. godine. Nakon 800. godine i građanskih ratova koji su uslijedili po raspadu omejidskog kalifata, stanovništvo ja počelo napuštati grad. Godine 1132. Buridi su Balov hram pretvorili u utvrdu, a u 13. stoljeću grad je predat mamlučkom sultanu Baybaru. God. 1401. opljačkao ga je Timur Veliki, ali je već u 15. stoljeću Palmira bila obnovljena do te mjere da ju je putopisac Ibn Fadlallah al-Omari opisao kao grad "velikih vrtova, unosne trgovine i bizarnih spomenika". Za vrijeme Otomanskog carstva grad je postupno propadao i na kraju se sveo na oazu s malenim vojnim garnizonom. U 17. stoljeću su je ponovno otkrili putnici sa zapada, da bi početkom 19. stoljeća arheološka iskapanja započeli europski i američki arheolozi. Stanovnike koji su zaposjeli Balov hram istjerala je francuska vlast 1929. godine.
Godine 1980., Palmira je upisana na UNESCO-ov popis mjesta svjetske baštine u Aziji, a 1999. god. Sirija je zakonski uredila njegovu zaštitu, te 2007. god. proširila zaštićeno područje. No, zbog ratnih sukoba, 20. lipnja 2013. godine UNESCO je odlučio staviti svih šest mjesta svjetske baštine u Siriji na popis mjesta svjetske baštine u opasnosti. Tijekom sirijskog građanskog rata 2015. godine samoprozvana Islamska država uništila je velike dijelove povijesnog grada. Sirijska vojska ponovo ga je oslobodila 2. ožujka 2017. godine.

## Znamenitosti
Sačuvane su ruševine nekad raskošnih građevinskih zdanja: Belovo (Baalovo) svetište, trg, ulice, palače, kazalište, kršćanske bazilike i dr. Skulpture odaju spoj graditeljskog naslijeđa Bliskog istoka i klasične rimske umjetnosti. Na UNESCO-ovom popisu svjetske baštine od godine.
Najveličanstveniji spomenik u Palmiri je Baalov rimski hram (34°32'50.55"N 38°16'26.72"E), koji se smatra "najznačajnijom vjerskom građevinom iz 1. stoljeća na cijelom Bliskom Istoku".nastao je kao helenistički grčki hram, od čega su ostali samo kameni fragmenti. U 1. stoljeću je dodano središnje svetište (cella), na koje se nastavlja veliki portik s dvostrukom kolonadom korintskih stupova. Zapadni portik i ulaz (propylaeum) datiraju iz 2. stoljeća, te s njima hram ima ukupnu veličinu od 205 x 210 metara.
Od hrama se nastavlja ulica okružena kolonadom stupova koja odgovara rimskoj ulici sjever-jug (decumanus), a završava dekoriranim slavolukom (34°32'59.68"N 38°16'15.66"E) iz vremena vladavine Septimija Severa, rano 3. stoljeće. Pored je hram Nabua, od kojeg je sačuvan samo podij, i tzv. Dioklecijanove terme.
Drugi najbitniji spomenik u Palmiri je kazalište (34°33'2.11"N 38°16'7.78"E) iz 1. stoljeća, od kojeg je sačuvano 9 redova sjedalica (najvjerojatnije je imalo još 3 drvena reda). Iza kazališta se nalazio mali Senat gdje je lokalno plemstvo raspravljalo o pravnim i političkim odlukama, te tzv. "Tarifni sud" gdje je, prema jednom natpisu, bila carinarnica za karavane. U blizini je i velika agora (34°33'1.82"N 38°16'2.01"E) duga 71 i široka 48 metara, s ostacima svečane dvorane (triclinium) i portalom ukrašenim skulpturama Septimija Severa i njegove obitelji. 
Do sada otkriveni dio grada završava platformom koja ima četiri stolca s po četiri stupa (grčki: tetrapylon, tj. "četiri stupa") od kojih je sačuvan samo jedan izvorni, i to od egipatskog granita. 
Poprečna ulica vodi do Dioklecijanovog kampa kojeg je izgradio upravitelj Sirije Sosianus Hierocles, s ostacima velike dvorane u kojoj su se držali stijegovi legija, tzv. principia. U blizini je hram sirijske božice Allāt (2. stoljeće), Vrata Damaska i Hram Ba'al-Šamina iz 17. godine (kasnije proširen za vrijeme kralja Odenata). Među ostacima hrama je zanmeniti portik koji vodi do cele.
Poljski tim arheologa, koji radi u Palmiri radi 1958. god., je u svibnju 2005. godine je u ruševinama hrama Lata pronašao iznimno detaljnu kamenu skulpturu krilate božice pobjede - Nike. Isti tim je, u suradnji sa sirijskim arheolozima, u studenom 2008. god. otkopao 1200 staru crkvu za koju se vjeruje da je najveća ikad otkrivena u Siriji. Walid al-Assaad, voditelj Odjela za starine i muzeje u Palmiri, je rekao da je ova crkva iz 8. st. do sada najveća nađena te vrste, dimenzija 47 s 27 metara. Procjenjuje se da su stupovi crkve bili 6 metar visoki i da je visina drvenog stropa veća od 15 metara. U crkvenom dvorištu nađen je mali amfiteatar gdje su, kako vjeruju stručnjaci, obavljani kršćanski rituali.
- Ostaci Palmire
- Scena kazališta u Palmiri
- Decumanus
- Hadrijanov slavoluk
- Tetrapylon
- Utvrda Qalat ibn Maan iznad Palmire libanonskog princa Fahrudina II. iz 16. st.
- Kule-grobnice u Dolini grobnica u Palmiri

## Okolica
Izvan zidina drevnog grada, stanovnici Palmire su izgradili nizove grobnih spomenika velikih dimenzija koje danas nazivamo Dolinom grobnica. Dolina grobnica je oko 1 km² velika nekropola koja se sastoji od redova velikih grobnica s bogatim ukrasima. Ove grobnice, od kojih su neke ukopane ispod tla,  su imale isklesane unutarnje zidove u kvadratne niše u kojima se polagalo tijelo pokojnika u ležećem položaju. One su zatvarane mramornim pločama na kojima su u visokom reljefu bili isklesane portretna poprsja pokojnika u rimskoj ili partskoj nošnji. Ovi reljefi su ujedno predstavljali osobnost ili dušu pokojnika ali i zidnu dekoraciju unutarnje prostorije. Prikazi gozbe su obično ukrašavali obiteljske grobnice.
Skupina talijanskih i sirijskih arheologa početkom jeseni izvijestila je o otkriću, usred sirijske pustinje, oko 100 km zapadno od Palmire, nekropole koju čini 30 netaknutih i izvrsno očuvanih grobnica koje datiraju iz III. tisućljeća prije Krista, a pripadaju jednoj od najstarijih civilizacija starog vijeka.